# 馬卡爾河

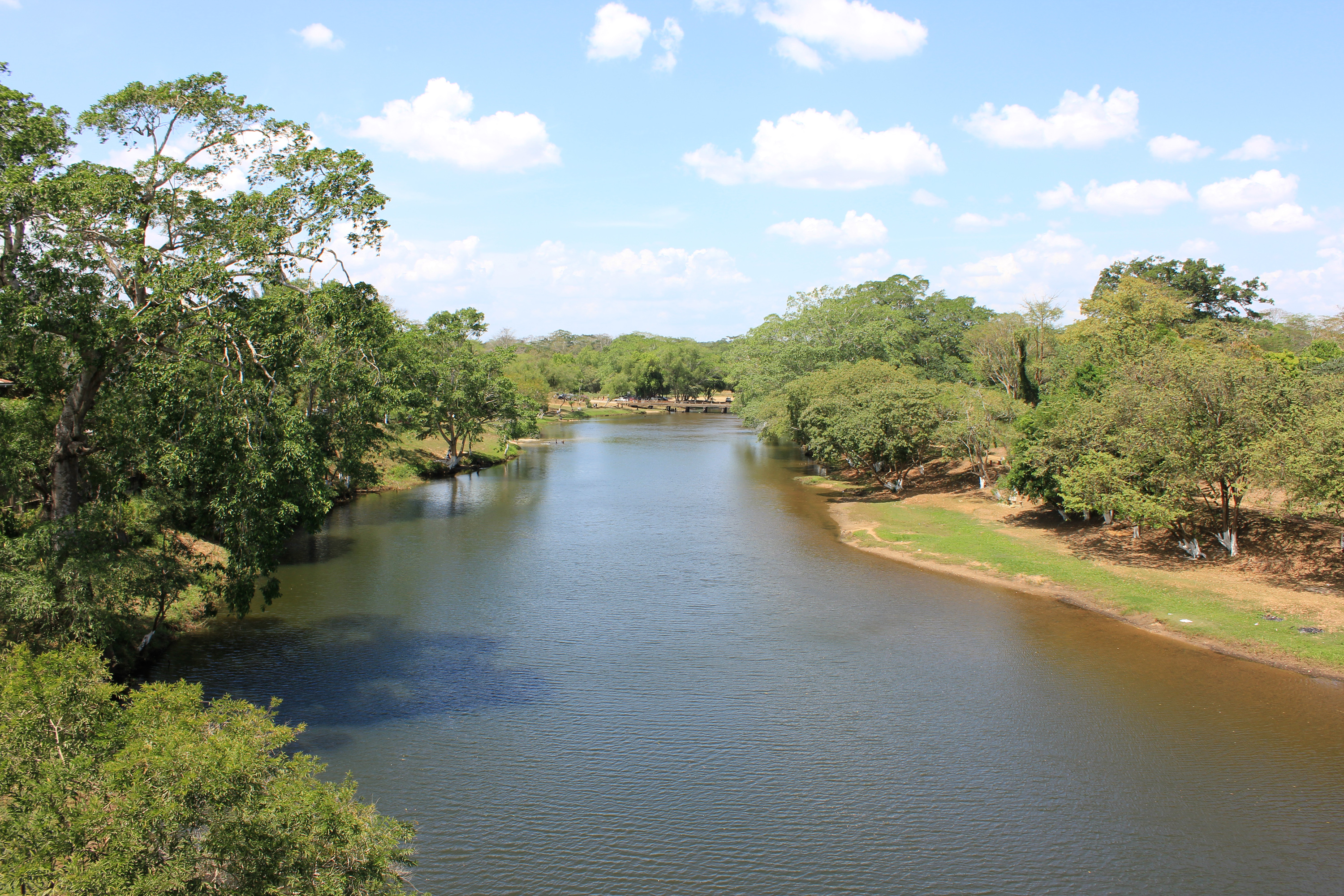
馬卡爾河

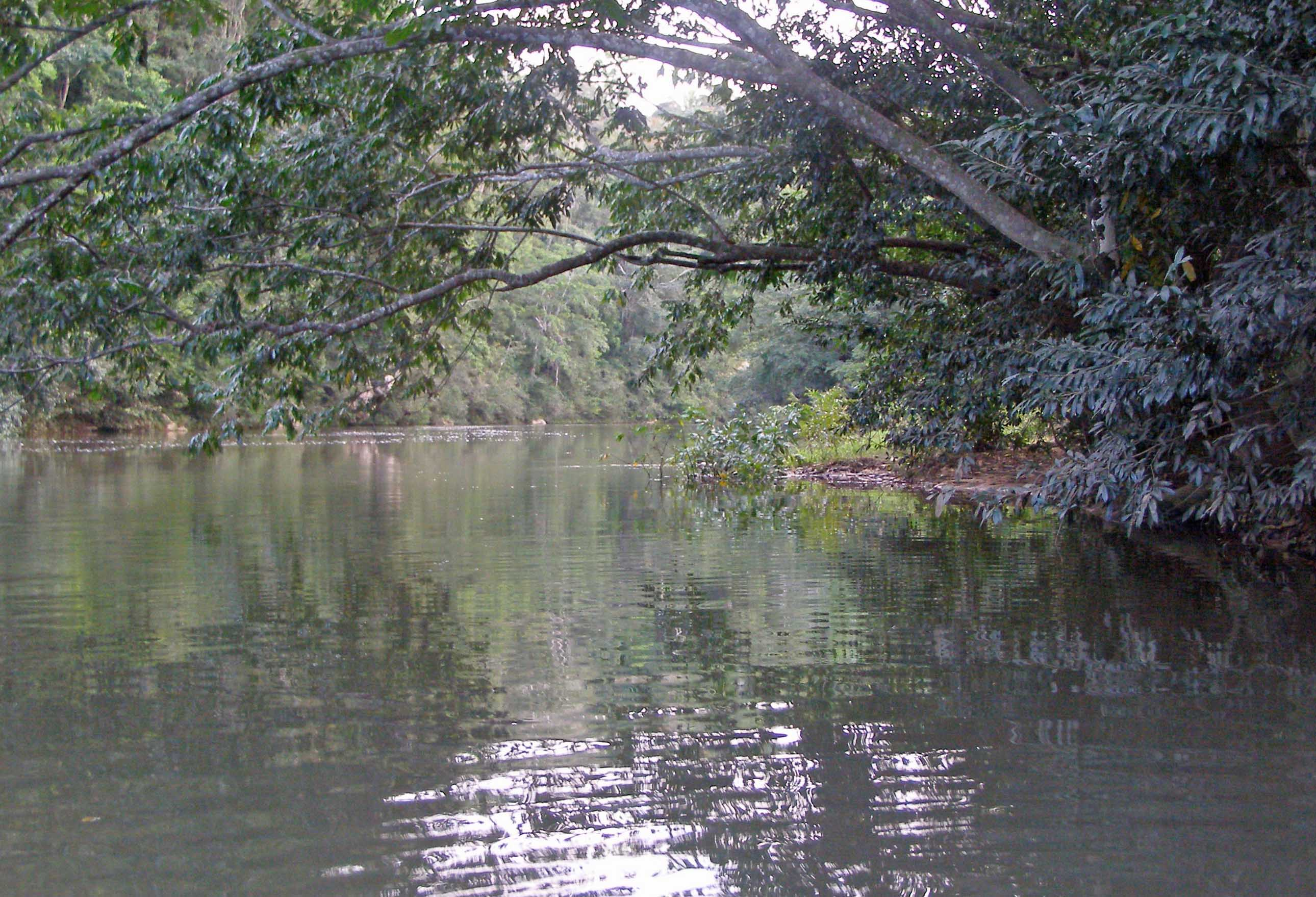
馬卡爾河上游

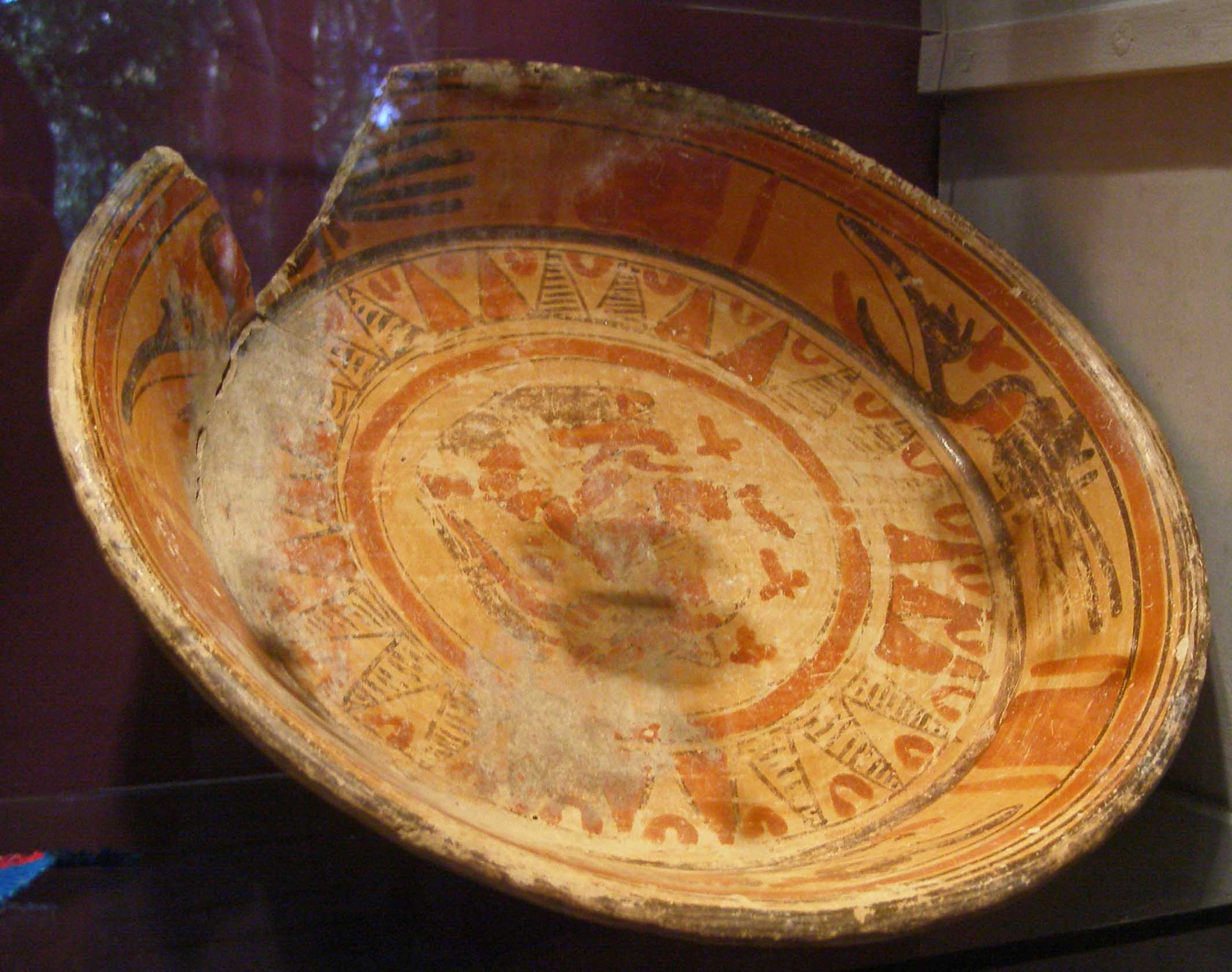
馬卡爾河下游出土的原始瑪雅碗

馬卡爾河（英語：Macal River）是伯利茲的河流，位於該國西部，河道全長320公里，集水區面積1,492平方公里，發源自馬雅山脈，最終與莫潘河匯流成為伯利茲河。